# 射頻
射頻（英語：Radio frequency，縮寫為RF）又稱無線電頻率、無線射頻、高周波，為在 3kHz至 300GHz這個範圍內的振盪頻率，這個頻率相當於無線電波的頻率，以及攜帶著無線電信號的交流電的頻率
。RF通常被用來指電子振盪，而不被用在機械振盪上，然而機械射頻系統仍然是存在的（如機械濾波器與射頻微機電系統）。
雖然射頻在定義上是用來指一種頻率，但在日常使用中，常被用來當成無線電的同義詞，以利描述無線通訊系統，如射頻識別。
在國際電信聯盟定義的無線電頻率劃分當中：
- 甚低頻（VLF）：3~30千赫（kHz）
- 低頻（LF）：30~300千赫（kHz）
- 中頻（MF）：300~3000千赫（kHz）
- 高頻（HF）：3~30百萬赫（MHz）
- 甚高頻（VHF）：30~300百萬赫（MHz）
- 特高頻（UHF）：300~3000百萬赫（MHz）
- 超高頻（SHF）：3~30吉赫（GHz）
- 極高頻（EHF）：30~300吉赫（GHz）